# Barbey-Seroux
Barbey-Seroux é uma comuna francesa na região administrativa de Grande Leste, no departamento de Vosges. Estende-se por uma área de 7,32 km². Em 2010 a comuna tinha 152 habitantes (densidade: 20,8 hab./km²).